# Miljardär
Miljardär är en person som har en nettoförmögenhet på minst en miljard kronor, dollar, euro, pund eller annan valuta.

## Dollarmiljardärer
Forbes Magazine publicerar årligen en lista över världens dollarmiljardärer. Enligt listan från 2015 fanns över 2 000 dollarmiljardärer i världen, varav 540 i USA, 251 i Kina och 489 i Europa. Rikast var Bill Gates med 78,5 miljarder dollar., följd av Amancio Ortega med 67 och Warren Buffett med 65,3 miljarder dollar.. 
Rikaste svensken enligt Forbes lista var Stefan Persson med 20,2 miljarder dollar.

## Svenska miljardärer
Veckans Affärer publicerar årligen en lista över svenska miljardärer. Enligt denna lista var under många år Ingvar Kamprad den rikaste svensken med en förmögenhet på 610 miljarder svenska kronor 2015, före Stefan Persson och Hans Rausing.